# Bolbliksem (boek)
Bolbliksem is een boek van de Britse schrijver Anthony Horowitz uit 2000 dat in 2002 in een Nederlandse vertaling is verschenen (uitgeverij Facet). Het is het eerste boek in de Alex Rider-reeks. 
In 2006 werd het boek verfilmd onder de originele naam Stormbreaker.
Intussen wordt ook de Nederlandse vertaling uitgebracht onder de originele titel Stormbreaker.

## Verhaal
Bolbliksem gaat over Alex Rider, 14 jaar oud. Zijn ouders zijn omgekomen bij een ongeval en hij is opgevoed door zijn oom Ian Rider samen met de Amerikaanse au pair Jack Starbright. Aan het begin van het boek komt de politie melden dat zijn oom bij een ongeluk is komen te overlijden, maar al snel gelooft Alex niets van dat verhaal. Hij komt erachter dat zijn oom géén bankmedewerker was, maar een spion bij MI6 die tijdens een missie werd vermoord door de Russische huurmoordenaar Yassen Gregorovich.
Wanneer Alex dit ontdekt wordt hij door MI6 gechanteerd om, in ruil voor een visum voor zijn au pair, de missie van zijn oom af te maken. Na een korte maar heftige training op een militaire academie wordt hij undercover gestuurd naar Herod Sayle, die binnenkort alle scholen een door hemzelf ontwikkelde zeer geavanceerde computer cadeau wil doen. Door de plotselinge rijkdom waarmee hij dit financierde, rook MI6 onraad en werd Ian Rider erop afgestuurd. Het is nu aan Alex om de klus af te maken, waarbij hij hulp krijgt van sporen die zijn oom Ian heeft achtergelaten en de gadgets van Mr. Smithers.

## Bekroningen
- 2001 genomineerd voor de Red House Children's book award.

## Alex Rider-reeks
- 2000 Stormbreaker (eerder vertaald als Bolbliksem)
- 2001 Point Blanc
- 2002 Skeleton Key (Cayo Esquelito)
- 2003 Eagle Strike (Adelaarsspel)
- 2004 Scorpia
- 2005 Ark Angel (De Val Van De Aartsengel)
- 2008 Snakehead
- 2010 Crocodile Tears
- 2011 Scorpia Rising